# Rolls-Royce Trent 1000
Rolls-Royce Trent 1000 je britský dvouproudový motor vyvinutý z dřívějších motorů řady Trent. Je určen pro letoun Boeing 787 Dreamliner, který poháněl při jeho prvním letu a i jeho prvním komerčním letu.
6. dubna 2004 Boeing oznámil, že pro svůj nový model 787 vybral dvě společnosti – výrobce motorů: Rolls-Royce a General Electric (GE). V červnu 2004 si společnost Air New Zealand vybrala veřejně motor Trent 1000 pro své dvě pevné objednávky. Největší objednávku modelu 787 ohlásily All Nippon Airways, které si vybraly dodavatele motorů Rolls-Royce.
První rozběh motoru Trent 1000 proběhl 14. února 2006. První let na upraveném letounu Boeing 747-200 byl úspěšně vykonán 18. června 2007 na letišti poblíž města Waco v Texasu a 7. srpna 2007 motor obdržel společnou certifikaci FAA a EASA.

## Specifikace

### Technické údaje
- Typ: tříhřídelový dvouproudový motor s vysokým obtokovým poměrem
- Délka: 4,738 m
- Průměr: 285 cm
- Průměr dmychadla: 2,33 m
- Suchá hmotnost: 5 936–6 120 kg (13 087–13 492 lb)

### Součásti motoru
- Kompresor: jeden stupeň dmychadla, osmistupňový nízkotlaký kompresor a šestistupňový vysokotlaký kompresor
- Spalovací komora: prstencová
- Turbína: jednostupňová vysokotlaká turbína, jednostupňová mezitlaká turbína, šestistupňová nízkotlaká turbína

### Výkony
- Maximální tah: 265,3–360,4 kN (59 600–81 000 lbf)
- Celkový kompresní poměr: 50:1
- Obtokový poměr: >10:1
- Průtok/hltnost vzduchu: 1 090–1 210 kg/s (2 400–2 670 lb)
- Poměr tah/hmotnost: 6,01 (Trent 1000‐R)

### Podobné motory
- Engine Alliance GP7000
- General Electric GEnx